# Jordy Stil
Jordy Johannes Stil (Gouda, 9 januari 1986) is een voormalig Nederlandse waterpolokeeper. Stil maakte deel uit van het Nederlands zevental van 2006 t/m 2014.
Hij begon zijn topsportcarrière bij AZ&PC Amersfoort in 2003 in navolging van zijn jeugdopleiding bij Swol 1894 uit Zwolle. Na 2 seizoenen gespeeld te hebben bij deze club ging hij in het seizoen 2005/2006 naar Olympic Nice Natation (Frankrijk).
Na gespeeld te hebben bij Zwem- en Poloclub Het Ravijn (Nijverdal) (2006/2007) en PSV Zwemmen en waterpolo (Eindhoven) (2007 tot 2010) keerde Stil in 2010 terug naar zijn oude club AZ&PC waar hij tot februari 2014 keeper was.